# Ahna Capri
Anna Marie Nanasi, (Budapeste, 6 de julho de 1944 - Los Angeles, 19 de agosto de 2010) mais conhecida por seu nome artístico Ahna Capri foi uma atriz húngara que fez sua carreira nos Estados Unidos. Ficou conhecida por seu papel no clássico filme de artes marciais Operação Dragão.
Ahna morreu num acidente de carro, em Los Angeles.